# Jang Ri-jin
Jang Ri-jin, noto anche con il nome giapponese di Richin Chō (장리진?, 張利鎮?, Chō Richin; Pyongyang, 28 ottobre 1917 – ...), è stato un cestista giapponese, successivamente sudcoreano.

## Carriera
Con il Giappone ha partecipato alle Olimpiadi del 1936, mentre con la Corea del Sud ha disputato quelli del 1948.